# 辛丑条约
《辛丑條約》，另名《辛丑各国和约》、《北京議定書》，正式名稱為「中國與十一國關於賠償1900年動亂的最後協定」，是清朝与英国、美国、日本、俄国、法国、德国、意大利、奥匈帝国、比利時、西班牙和荷兰十一國在义和团运动结束、八國聯軍攻入北京后签定的一條協定（protocole），而非使用和約（traité de paix）一詞。条约签定于光绪二十七年（1901年）9月7日（辛丑年七月二十五日），故得其名（亦另有「九七國恥」一名），被認為是中国近代史上赔款数目最庞大、主权丧失最严重的不平等条约，由清朝的实际最高统治者慈禧太后委任欽差大臣慶親王奕劻、兩廣總督李鴻章作為談判及簽約代表。原條約原存於中華民國外交部，現存於臺北故宮博物院。

## 歷史

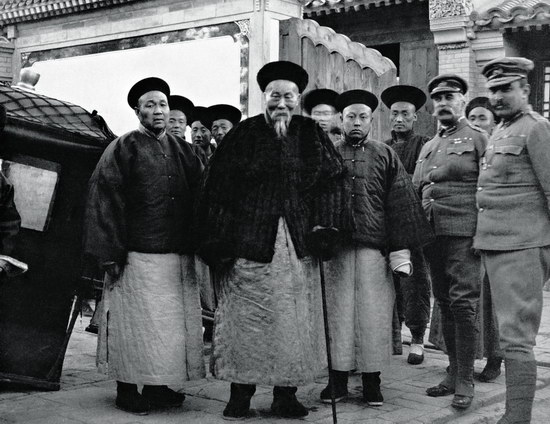
前去谈判的李鸿章，北京，1900年。八国联军占领北京后，李鸿章被清政府任为“钦差大臣便宜行事”，同各国谈判。这是李鸿章刚抵达英国驻华使馆的情景，迎接他的是英国远征军司令阿尔弗雷德·盖斯利将军（右二）

正式名稱為《Protocole final pour le règlement des désordres de 1900 entre l'Autriche-Hongrie, la Belgique, la France, l'Allemagne, la Grande-Bretagne, l'Italie, le Japon, les Pays-Bas, la Russie, l'Espagne, les États-Unis et la Chine》（中國與十一國關於賠償1900年動亂的最後協定），和約有中文與法文版本，但以法文為準。
參與八国联军的日本、法國、德國、意大利都有分割中國領土的野心，俄國意在用其他條約獲得中國東三省（滿洲）的領土。英美則以商業利益為重，希望保持中國門戶開放，並對日、俄的野心感到不安。最後達成的協議，沒有要求清政府割地，而只要求巨額的賠款。　
当时清朝政府内部有将首都迁往内地（西安）、继续与联军作战的建议。但是当时的清政府实际上已经没有可靠的军队了。义和团已经战败，山东以南省份的督撫们早在义和团之亂期间就已经与外国达成地方上的协议（東南互保），违抗清政府支持义和团的决定。因此清政府决定签署这个条约来保存自己。
代表中国方面签署辛丑条约的是庆亲王奕劻和北洋大臣李鴻章，代表十一國签署辛丑条约的是各国驻中国的大使等（例如代表英國的薩道義等）。条约于1901年9月7日签署，共12款，外加19条附件。

### 代表各國簽署條約者

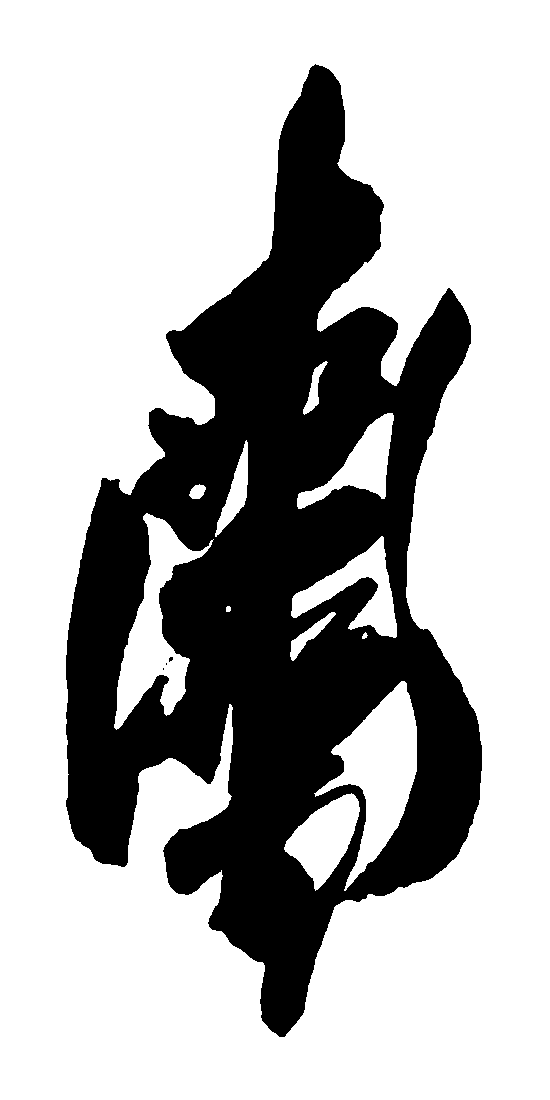
李鴻章在辛丑条约上的签名花押

- 大清帝國欽命全權大臣便宜行事總理外務部事務和碩慶親王奕劻；
- 大清帝國欽差全權大臣便宜行事太子太傅文華殿大學士北洋大臣直隸總督部堂一等肅毅伯李鴻章；
- 德意志帝國欽差駐紮中華便宜行事大臣穆默；
- 奧匈帝國欽差駐紮中華便宜行事全權大臣齐干；
- 比利時王國欽差駐紮中華便宜行事全權大臣姚士登；
- 西班牙王國欽差駐紮中華全權大臣葛络干；
- 美利堅合眾國欽差特辦議和事宜全權大臣柔克義；
- 法蘭西共和國欽差全權大臣駐紮中國京都總理本國事務便宜行事鲍渥；
- 大英帝国欽差便宜行事全權大臣薩道義；
- 義大利王國欽差駐紮中華大臣世襲侯爵薩爾瓦葛；
- 大日本帝國欽差全權大臣小村壽太郎；
- 荷蘭王國欽差駐紮中華便宜行事全權大臣克罗伯；
- 俄羅斯帝國欽命全權大臣內廷大夫格尔思。

## 條約内容簡述

《辛丑條約》第七款规定：北京的大使馆区内中国人不得居住，各国可以派兵保护。图为1879年左右东交民巷东界崇文门外大街，左侧为东交民巷东部

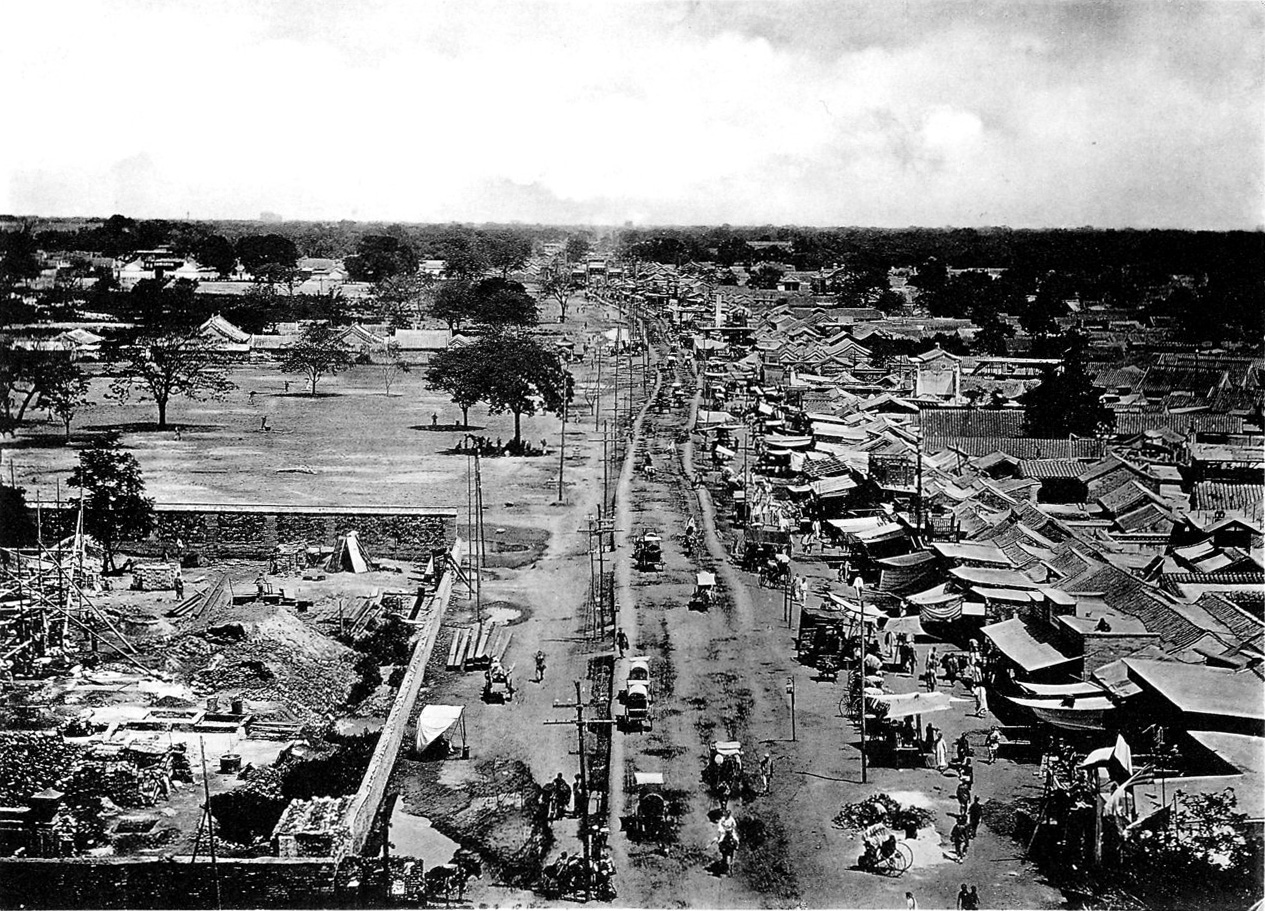
1900年左右的此处照片，可见东交民巷的民居已拆除

- 第一款，中国派醇亲王载沣赴德向德國皇帝就德国大使被杀一事道歉。德国大使遇害处建碑纪念。（这是八国联军攻擊的直接原因）
- 第二款，鼓勵義和團的大臣遭受惩罚（如两位宗室原為斬殺，後改为流放新疆、其他许多大臣被革职）；反對義和團拳民主張如庚子被禍五大臣等，加以復職或受嘉奖。此外，在義和團屠殺或霸凌外國人的城市，科舉考試被暫停五年。
  - 惩處
    - 流放新疆：端郡王载漪、輔國公載瀾
    - 賜令自盡：莊親王載勛、都察院左都御史英年、刑部尚書趙舒翹
    - 即行正法：山西巡抚毓賢、禮部尚書啟秀、刑部左侍郎徐承煜
    - 追夺原职：協辦大學士吏部尚書刚毅、大學士徐桐、前四川總督李秉衡
    - 革职查办：甘肅提督董福祥

  - 褒獎
    - 追復原官：兵部尚書徐用仪、戶部尚書立山、吏部侍郎許景澄、內閣學士兼侍郎銜聯元、太常寺卿袁昶
- 第三款，中国派大臣赴日本就日本使馆官员被杀事道歉。
- 第四款，在动乱时期被损坏或污渎的外国坟墓由各国使馆重新恢复，中国为北京附近的每处坟墓付款一万两银，为外省的每处付五千两银。
- 第五款，中国禁止进口军火两年。
- 第六款，中国共付各国赔偿金四億五千萬兩银，分三十九年付清，每年利息为四厘，由中国的关税和盐税来偿付。
- 第七款，北京的大使馆区内中国人不得居住，各国可以派兵保护。
- 第八款，大沽炮台以及北京到天津之间的炮台一律拆毁。
- 第九款，外国可以在北京至山海关之间驻扎军队。
- 第十款，中国对将来一切抗外行为予以惩罚。
- 第十一款，中国改善水道，以改善对外贸易。
- 第十二款，中国设立外务部作为对外的政府部门，以及諸國欽差大臣覲見禮節。

- 附件
  - 附件一，慈禧太后以光緒帝名義批准签署条约的圣旨。
  - 附件二，慈禧太后派醇亲王载沣赴德的旨意。
  - 附件三，慈禧太后命令为被杀德使建碑的旨意。
  - 附件四，慈禧太后命令惩办亲王载勋等皇亲的旨意。原旨在光绪廿六年（庚子）十二月廿五（壬戌）谕令内阁，同日公布。

壬戌。...又諭、京師自五月以來，拳匪倡亂，開釁友邦，現經奕劻、李鴻章與各國使臣在京議和，大綱草約，業已畫押。追思肇禍之始，實由諸王大臣等昏謬無知，囂張跋扈，深信邪術，挾制朝廷，於剿辦拳匪之諭，抗不遵行，反縱信拳匪，妄行攻戰，以致邪焰大張，聚數萬匪徒於肘腋之下，勢不可遏，複主令鹵莽將卒，圍攻使館。竟至數月之閒，釀成奇禍，社稷阽危，陵廟震驚，地方蹂躪民生塗炭，朕與皇太后危險情形，不堪言狀，至今痛心疾首，悲憤交深。是諸王大臣等信邪縱匪，上危宗社，下禍黎元，自問當得何罪。前者兩降諭旨，覺法輕情重，不足蔽辜，應再分別等差，加以懲處。已革莊親王載勛、縱容拳匪，圍攻堂館，擅出違約告示，又輕信匪言，枉殺多命，實屬愚暴冥頑，著賜令自盡，派署左都御史葛寶華前往監視。已革端郡王載漪、倡率諸王貝勒輕信拳匪，妄言主戰，致肇釁端，罪實難辭；降調輔國公載瀾、隨同載勛，妄出違約告示，咎亦應得，著革去爵職；惟念俱屬懿親，特予加恩，均著發往新疆，永遠監禁，先行派員看管。已革巡撫毓賢、前在山東巡撫任內，妄信拳匪邪術，至京為之揄揚，以致諸王大臣受其煽惑；及在山西巡撫任，複戕害教士教民多命，尤屬昏謬凶殘，罪魁禍首，前已遣發新疆，計行抵甘肅，著傳旨即行正法，並派按察使何福堃監視行刑。前協辦大學士吏部尚書剛毅、袒庇拳匪，釀成巨禍，並會出違約告示，本應置之重典，惟現已病故，著追奪原官，即行革職。革職留任甘肅提督董福祥、統兵入卫，紀律不嚴，又不諳交涉，率意鹵莽圍攻使館，雖系由該革王等指使，究難辭咎，本應重懲，姑念在甘肅素著勞績，回漢悅服，格外從寬，著即行革職。降調都察院左都御史英年、於載勛擅出違約告示，曾經阻止，情尚可原，惟不能力爭，究難辭咎，著加恩革職，定為斬監候罪名；革職留任刑部尚書趙舒翹、平日尚無疾視外交之意，其查辦拳匪，亦無庇縱之詞，惟究屬草率貽誤，著加恩革職，定為斬監候罪名；英年、趙舒翹，均著先在陝西省監監候。大學士徐桐、降調前四川總督李秉衡、均已殉難身故，惟貽人口實，均著革職，並將恤典撤銷。經此次降旨之後，凡我友邦，當共諒拳匪肇禍，實由禍首激迫而成，決非朝廷本意。朕懲辦禍首諸人，並無輕縱，即天下臣民，亦曉然於此案之關系重大也。現月
- - 附件五，慈禧太后命令惩办启秀等大臣的旨意。原旨在光绪廿六年（庚子）十二月廿五（壬戌）谕令内阁，同日公布。

壬戌。...又諭、禮部尚書啟秀、前刑部左侍郎徐承煜、均著先行革職。著奕劻、李鴻章、查明所犯確據，即行奏明，從嚴懲辦。現月
- - 附件六，慈禧太后命令加重上述惩罚的旨意。原旨在光绪廿七年（辛丑）正月初三（庚午）已谕内阁，初六（癸酉）正式公布。

癸酉。諭內閣：此案首禍諸臣，昨已降旨分別嚴行懲辦。茲據奕劻、李鴻章電奏，按照各國全權大臣照會，尚須加重，懇請酌奪等語。除載勛已賜令自盡，毓賢已飭即行正法，均各派員前往監視外，載漪、載瀾、均定為斬監候罪名，惟念誼屬懿親，特予加恩，發往極邊新疆永遠監禁，即日派員押解啟程。剛毅情罪較重，應定為斬立決，業經病故，免其置議。英年、趙舒翹、昨已定為斬監候，著即賜令自盡，派陝西巡撫岑春煊前往監視。啟秀、徐承煜、各國指稱力庇拳匪，專與洋人為難，昨已革職。著奕劻、李鴻章、照會各國交回，即行正法，派刑部堂官監視。徐桐輕信拳匪，貽誤大局，李秉衡好為高論，固執釀禍，均應定為斬監候，惟念臨難自盡，業經革職，撤銷恤典，應免再議。至首禍諸人，所犯罪狀，已於前旨內逐一明白聲敘矣。
- - 附件七，慈禧太后命令徐用仪等复职的旨意。原旨在光绪廿六年（庚子）十二月廿五（壬戌）谕令内阁，同日公布。

壬戌。...又諭、本年五月閒拳匪倡亂，勢日鴟張，朝廷剿撫兩難，叠次召見臣工，以期折衷一是。乃兵部尚書徐用儀、戶部尚書立山、吏部左侍郎許景澄、內閣學士聯元、太常寺卿袁昶，經朕一再垂詢，詞意均涉兩可，而首禍諸臣遂乘機誣陷，交章参劾，以致身罹重闢。惟念徐用儀等宣力有年，平日辦理交涉事件，亦能和衷，尚著勞勩，應即加恩。徐用儀、立山、許景澄、聯元、袁昶、均著開複原官。現月
- - 附件八，慈禧太后命令在一些外国人被杀的县五年内不进行科举考试的旨意。
  - 附件九，慈禧太后命令那桐著赴日道歉的旨意。
  - 附件十，被损外国坟墓单。
  - 附件十一，慈禧太后命令禁止进口军火的旨意。
  - 附件十二，中国对各国承认战争赔偿的照会。
  - 附件十三，同上。
  - 附件十四，使馆区界线。
  - 附件十五，慈禧太后禁止抗外行动的旨意。
  - 附件十六，同上。
  - 附件十七，中国改善水路河道的计划。
  - 附件十八，有關裁撤總理各國事務衙門之原因，以及外務部官制等。
  - 附件十九，覲見禮節說帖。

- 第六款之赔款称庚子赔款。1900年是庚子年。

## 條約影響
從中共的馬克思主義史觀而言，“辛丑條約”的签订，标志着中国完全沦为半殖民地半封建社会。条约签订後，中國要負擔巨大的賠款，百姓承受的苦難更深。此外，外國獲准在中國首都和一些要塞地方駐軍，這場事件也使中國的立憲派和國人看清了清政府的腐敗無能，因而紛紛支持反清的革命運動。
清朝4億5千萬兩的賠償金額，若包括利息支付則高達8億5千萬兩，但當時清朝政府預算不到1億兩，導致海關稅收也被作為賠償的來源。當時中國人每人平均須賠償一兩，在法文合約版本賠償金額的是450百萬，而中文版本是450兆兩（當時「兆」指的是「百萬」而非「萬億」）。
清朝履行條約支付款項造成後來清末新政受到影響，且為防止被侵略，國家投資以軍備優先，使北洋軍統帥袁世凱權勢大增。而依靠列國及外國資本銀行的借款，造成對外國的依賴加強，民眾在增稅壓力下及窮困生活對清朝感到不滿，最終加速清朝滅亡。

## 部分免除与废除
慈禧太后一直被視為義和團事件的罪魁禍首，因此李鴻章在「懲辦禍首」的問題上與列強多番爭取，最後得到保證，列強在「懲辦禍首」的條款中不提及慈禧太后的名字，變相不再追究慈禧在義和團事件中的主要責任。
辛丑条约赔款在清朝灭亡中華民國建立之前，最初须由中華民國承受；之后，各國由於考慮到中華民國支付賠償的壓力，擔心國際輿論批判及損及本國在中國的權益，部分赔款得以免除或废除。總計這部分不予追究的欠款，其他国家份额約为40%，加上一戰後停止給德国与奥地利的20.91%、美国的7.32%、苏联不再要求的28.97%，北洋政府已有98%的赔款得以免付，到1927年，各國几乎完全撤销了中國对赔款的支付，並将款项用于中國国内。整個週期下來加上利息，辛丑条约合計導致中國賠款6億5千萬兩，各國賠償最遲於1938年結束。
- 美國：1908年12月28日，美国退还了部分超收赔款，折合1,196萬1,121.76美元，实际美国超收赔款约2,200万美元[5][6]，将其用于清华大学的建设。[4]1924年5月21日，美国国会同意免除赔款中美国部分最后一部分，折合613萬7,552.90美元。美國與中華民國於1943年1月11日簽署《中美新约》，废止辛丑条约及其附件[7]。
- 德意志帝國與奧匈帝國：第一次世界大战1917年北洋政府向德意志帝国和奥匈帝国宣战，决定暂停支付占赔款总额百分之20.91的部分。戰後在巴黎和会上，戰勝國之一的北洋政府更自行废除了对德国与奥地利的赔款。[4]辛丑条约及其附件中与德意志帝国以及奧匈帝國有关的条款，在第一次世界大战后，由《凡尔赛条约》和《中德協約》，以及《聖日耳曼條約》废除。
- 蘇俄→蘇聯：1918年12月2日，俄罗斯布尔什维克发布法令，表示废除俄罗斯赔款的部分。但在1923年秋列夫·加拉罕到达北京之后，俄罗斯希望仍然维持对资金使用的控制权。加拉罕表示难以像美国一样将资金用于教育，但他私下又坚称俄国将会在1924年2月把该资金用于中国的教育事业。[4]1924年3月14日，加拉罕完成了中苏条约的起草，条约称：“苏联政府同意废除义和团赔款中的俄国部分。”该条款在中国各地复印，公众积极反应促使各国效仿苏联。1924年5月31日苏联表明不愿对赔款执行完全废除。最终公布的《中苏条约》规定俄国赔款的部分将用于发展中国的教育事业，与美国1908年免除条款一致，苏联将保持对资金事业的支配。[4]
- 英國：1925年3月3日，英国决定将其赔款部分用于中国铁路的建设。英国與中華民國於1943年1月11日簽署《中英新约》，废止辛丑条约及其附件。
- 法國：1925年4月12日，法国要求将其赔款用于一家中法银行的恢复工作。辛丑条约及其附件中与法国有关的条款，由《中法關於法國放棄在華治外法權及其有關特權條約》宣告失效。
- 義大利：1925年10月1日，意大利签约将用其部分修筑铁桥。辛丑条约及其附件中与意大利有关的条款，在第二次世界大战后由《對義大利和約》废除。
- 荷蘭：1925年，荷兰的部分用于开发港口与土地。辛丑条约及其附件中与荷兰有关的条款，由《中荷关于放弃荷兰在华治外法权及处理有关问题条约》宣告失效。
- 比利時：1925年，比利时的部分用于购买比利时生产的铁路材料。辛丑条约及其附件中与比利時有关的条款，由《中比為廢除在中國治外法權及處理有關事件條約》宣告失效。
- 日本：辛丑条约及其附件中与日本有关的条款，在第二次世界大战中國民政府對日宣戰，根據《中華民國政府對日宣戰書》:“所有一切條約、協定、合同，有涉及中日間之關係者，一律廢止”關於辛丑條約及其附件關於日本有關的條款，自動廢止失效，而在日本战败后由《旧金山和约》、《中日和约》及《中日联合声明》废除。